# Alur (popolo)
Gli Alur (anche noti come Lur, Luri e Lurem) sono un'etnia dell'Africa centro-orientale, presente in un'area che va dal distretto di Nebbi, nell'Uganda nordoccidentale (Nilo Occidentale), alla zona a nord del Lago Alberto del Congo RD settentrionale. Appartengono al più vasto gruppo etno-linguistico dei Luo, e sono particolarmente affini agli Acholi, tanto che le rispettive lingue sono mutuamente intellegibili. È correlato anche al gruppo etnico dei Jonan, che possono essere identificati con il sottogruppo di Alur residenti lungo le sponde del Nilo.
In seguito alla fondazione del Murchison National Game Park nel 1952, che costrinse parte degli Alur a migrare dalle loro terre tradizionali, l'etnia si è in parte mescolata con altre etnie, in particolare del gruppo sudanico.
Il regno Alur è forse l'unico, fra quelli tradizionali delle etnie ugandesi, a non essere stato smantellato dal governo con i bandi del 1966. È strutturato in chiefdom che intrattengono fra loro rapporti culturali e sociali (per esempio matrimoni misti e cerimonie religiose condivise).

## Storia
Gli Alur appartengono al più vasto gruppo etnico-linguistico dei Luo. Questo gruppo proviene originariamente dall'Egitto meridionale, da cui si spostò attraverso una serie di migrazioni in epoca storica; prima in Sudan (intorno al 970, per sfuggire alle persecuzioni degli arabi) e poi in Uganda a Bugantira (1225) e nell'area di Murchison Falls (1290). L'etnia Luo subì una prima diaspora nel 1330, in seguito a una guerra fratricida causata dal re Kyebambe; in quest'epoca si allontanarono dal gruppo principale, tra l'altro, i Kuman dell'Uganda orientale e i Banyoro. Nel 1390, una nuova lotta intestina fra il re Nyipir e suo fratello Nyabongo portò alla scissione di altri due gruppi, gli Acholi e Alur; questi ultimi erano coloro che seguirono Nyipir e si insediarono prima a Locjudongo e poi (nel 1630) a Yothu, che è tuttora la sede del regno Alur.

## Religione tradizionale
Sebbene il Cristianesimo (soprattutto di dottrina anglicana e di altre denominazioni protestanti) sia largamente diffuso fra gli Alur e abbia largamente soppiantato la religione tradizionale (così come in generale la cultura occidentale sta sostituendo quella nativa) molti Alur sono tuttora legati al sistema di credenze dei loro antenati.
Come molte religioni tradizionali africane, la religione degli Alur è essenzialmente monoteistica: il Dio degli Alur prende il nome di Jok. La natura ultima di Jok sfugge alla comprensione umana. Jok può manifestarsi in forma di persona, di qualsiasi sesso o età, ma anche rivelare la sua presenza in modo indiretto, per esempio attraverso determinate situazioni.
Il culto viene amministrato da un clero composto da figure tradizionali che prendono il nome di Bandwa, Jupa Jogi e Jupa Jok; i riti in suo onore non seguono una cadenza temporale prefissata, ma vengono amministrati in caso di necessità, per esempio per contrastare l'insorgere di cattiva sorte e malattia.
Vi sono altre entità soprannaturali minori a cui gli Alur dedicano riti, e come Jok possono influire sulla vita terrena attraverso fortuna, sfortuna, malattia e guarigione. Alcune di queste entità sono puramente spirituali e astratte, ma anche fra gli Alur (come in gran parte dell'Africa) è diffuso il culto degli antenati defunti. A queste divinità minori gli Alur portano offerte propiziatorie, per esempio in forma di cibo, birra e altri generi di conforto.
Oltre al clero dedicato a Jok sono presenti nella società Alur diverse categorie di guaritori e chiaroveggenti che prendono il nome di Julam Bira, Jolam Wara e Anjoga. Il loro compito è soprattutto quello di comprendere le cause ultime, spirituali, di una malattia o un altro evento sfortunato, e suggerire a coloro che ne sono colpiti i giusti riti propiziatori necessari per recuperare la salute e la fortuna.